# One (Kool Savas & Azad)
One è un album del rapper tedesco Kool Savas inciso insieme a Azad. È stato pubblicato nel marzo del 2005, dall'etichetta discografica Sony BMG Music Entertainment.

## Tracce[1]
| #   | Titolo                                        | Durata |
| --- | --------------------------------------------- | ------ |
| 1.  | Intro                                         |        |
| 2.  | Monstershit                                   |        |
| 3.  | All 4 One                                     |        |
| 4.  | Banana 2                                      |        |
| 5.  | Tollwut                                       |        |
| 6.  | No, no, no                                    |        |
| 7.  | Bis ihr nicht mehr könnt                      |        |
| 8.  | Guck my Man                                   |        |
| 9.  | Ich bin rap                                   |        |
| 10. | War                                           |        |
| 11. | Wie S                                         |        |
| 12. | Panik (Skit)                                  |        |
| 13. | Was hab ich dir angetan (feat. Xavier Naidoo) |        |
| 14. | Monstershit "Remix"                           |        |